# Hemarthria longiflora
Hemarthria longiflora är en gräsart som först beskrevs av Joseph Dalton Hooker, och fick sitt nu gällande namn av Aimée Antoinette Camus. Hemarthria longiflora ingår i släktet Hemarthria och familjen gräs. Inga underarter finns listade i Catalogue of Life.